# Bhagwanpur (Bara)
Pour les articles homonymes, voir Bhagwanpur.
Bhagwanpur (en népalais : भगवानपुर) est un comité de développement villageois du Népal situé dans le district de Bara. Au recensement de 2011, il comptait 5 350 habitants.